# Tapentadol
Tapentadolul este un analgezic opioid sintetic ce acționează ca agonist al receptorilor opioizi μ și ca inhibitor al recaptării noradrenalinei. Este utilizat în tratamentul durerilor moderate și severe. Calea de administrare disponibilă este orală.